# Edward Wilson Very

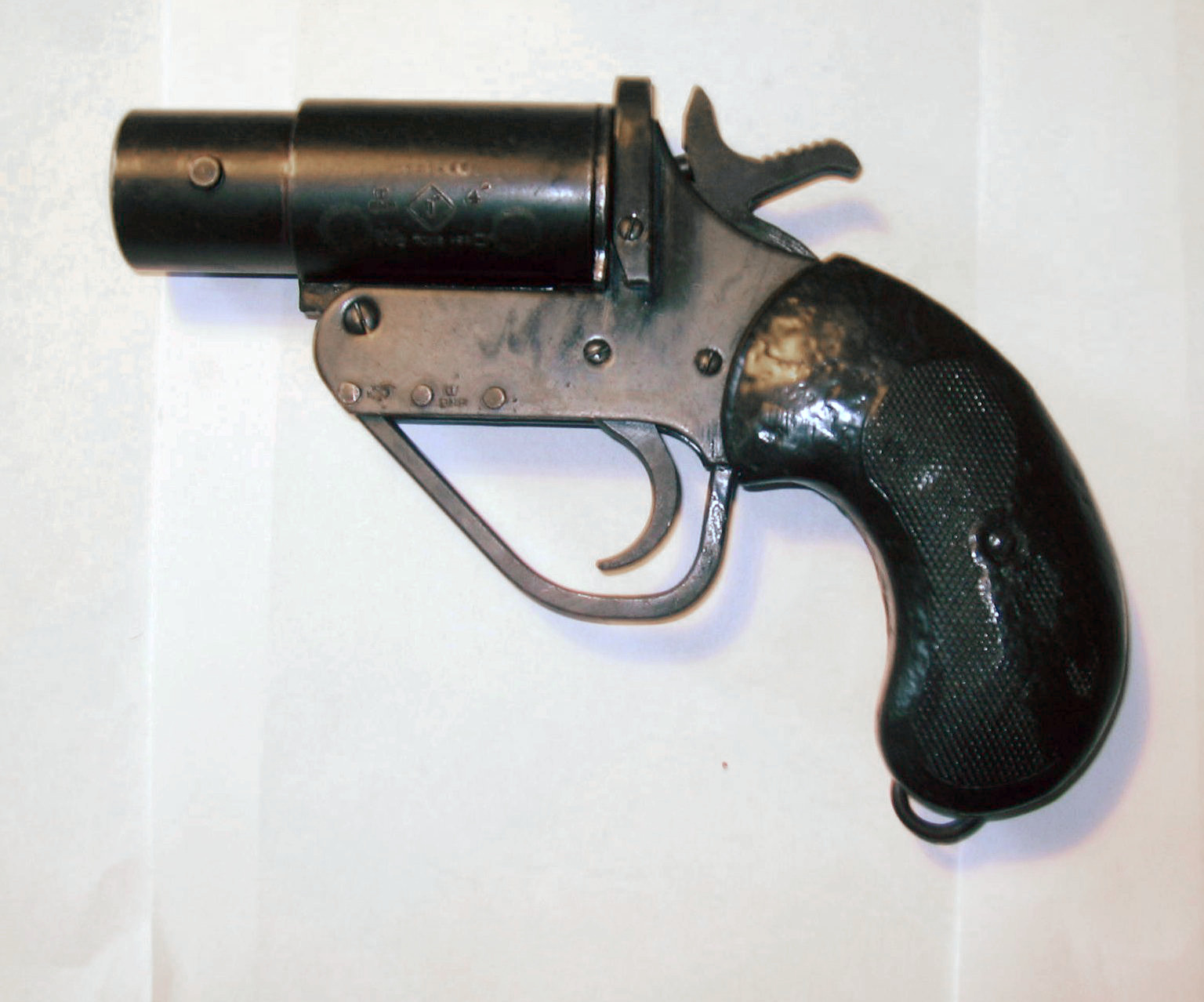
Arma sinalizadora do séc. XX que inovou o original de Edward W. Very (Molins No. 1).

Edward Wilson Very (1847–1910) foi um oficial de marinha norte-americano cujo nome se tornou popular por ter inventado, desenvolvido e comercializado a primeira pistola sinalizadora.
Um dos modelos originais das armas Very (termo que se difundiu nos países lusófonos para designar a própria arma, very light) dispunha de um mecanismo de tiro individual, de retrocarga e de cano curto.